# محمد قهرمان
محمد قهرمان(1929- 2013) شاعر وأديب إيراني. يعتبر من أهم شعراء الفرس في العصر الحديث.